# Prunus serrulata
Prunus serrulata Lindl., 1830 è una pianta della famiglia delle Rosacee diffusa in estremo oriente e in particolare in Giappone, Corea e Cina. In Occidente è chiamata generalmente ciliegio giapponese o con il suo nome giapponese sakura (桜?).
È un tipo di ciliegio ornamentale molto apprezzato per i fiori primaverili; è generalmente sterile, ma alcune varietà producono anche frutti commestibili. I sakura più diffusi in Giappone sono quelli della varietà Prunus × yedoensis, comunemente noti come Somei-Yoshino. L'usanza di ammirare la bellezza dei fiori del ciliegio è una tradizione chiamata hanami.

## Descrizione
È un albero deciduo di medie dimensioni (8–12 m di altezza). La corteccia è marrone. I fiori vanno dal bianco al rosa porporino e sono disposti in racemi in gruppi da due a cinque, su brevi peduncoli. Il frutto è una drupa scura, di 8–10 mm di diametro.

## Simbologia

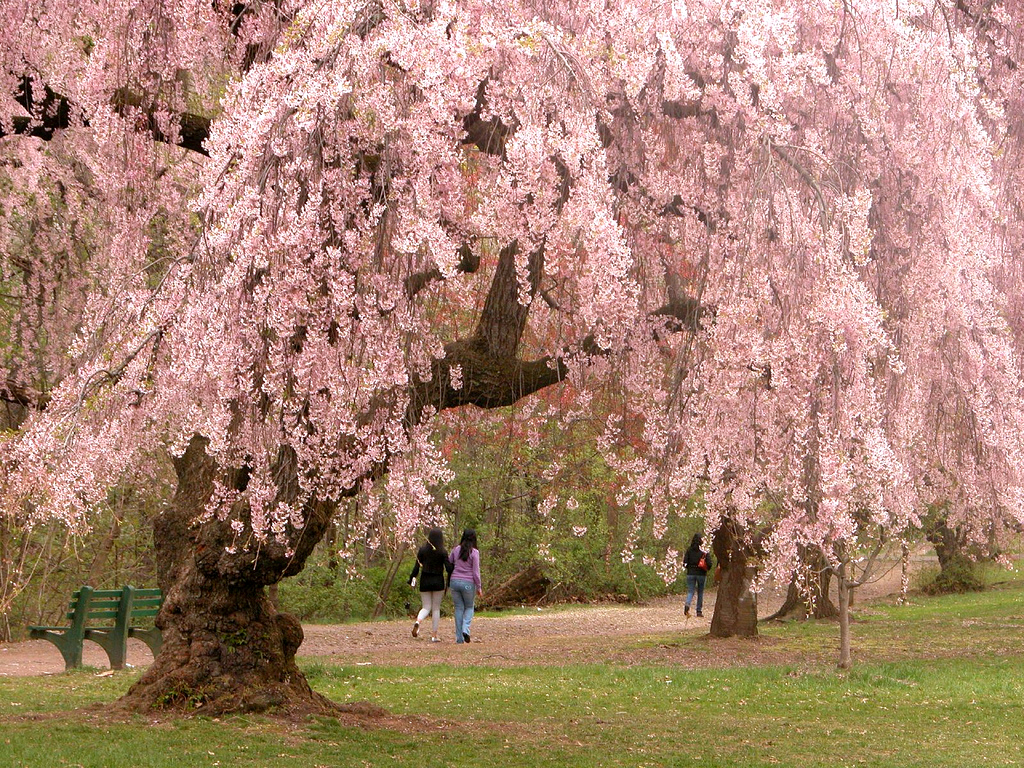
Sakura

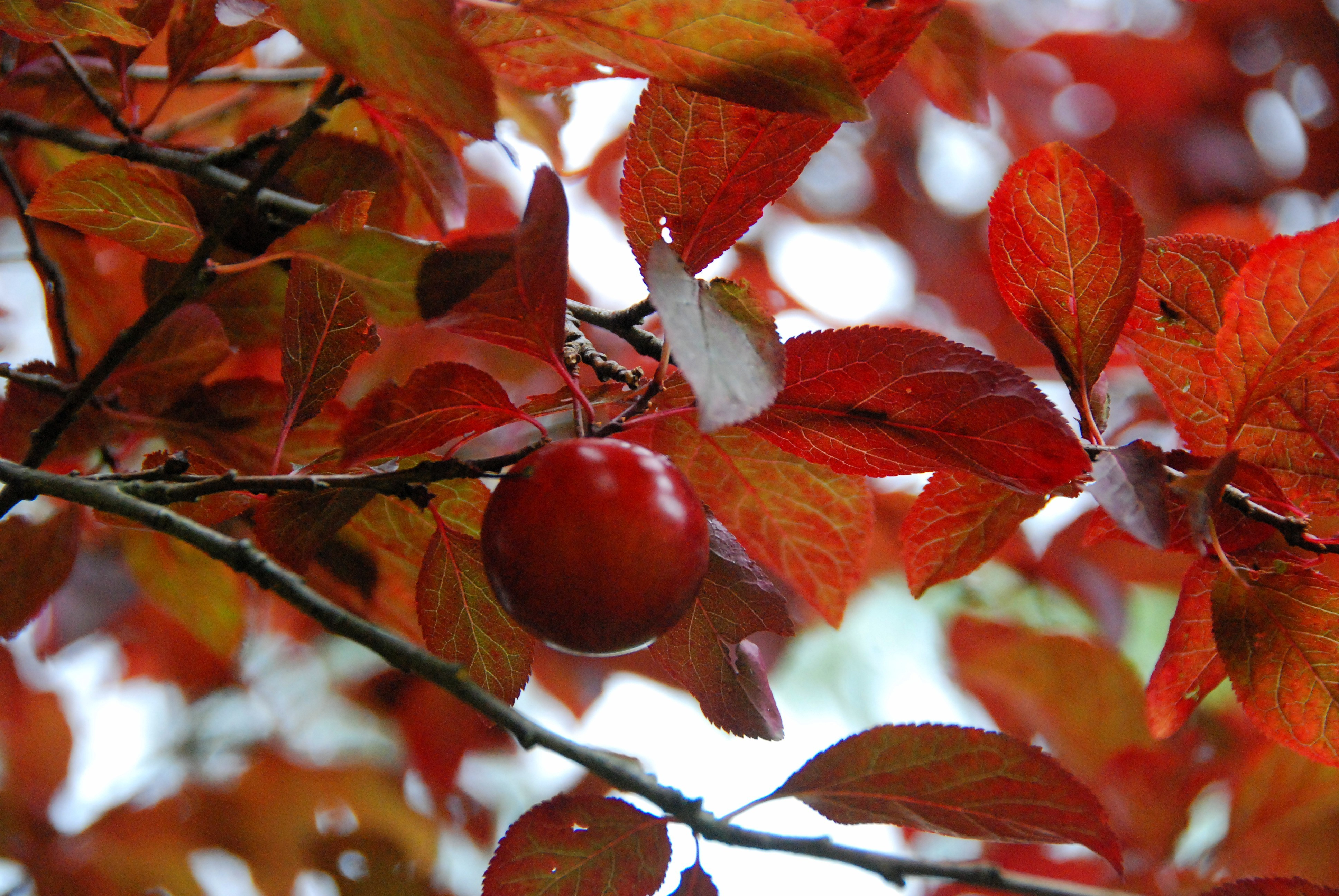
Frutto di Prunus serrulata

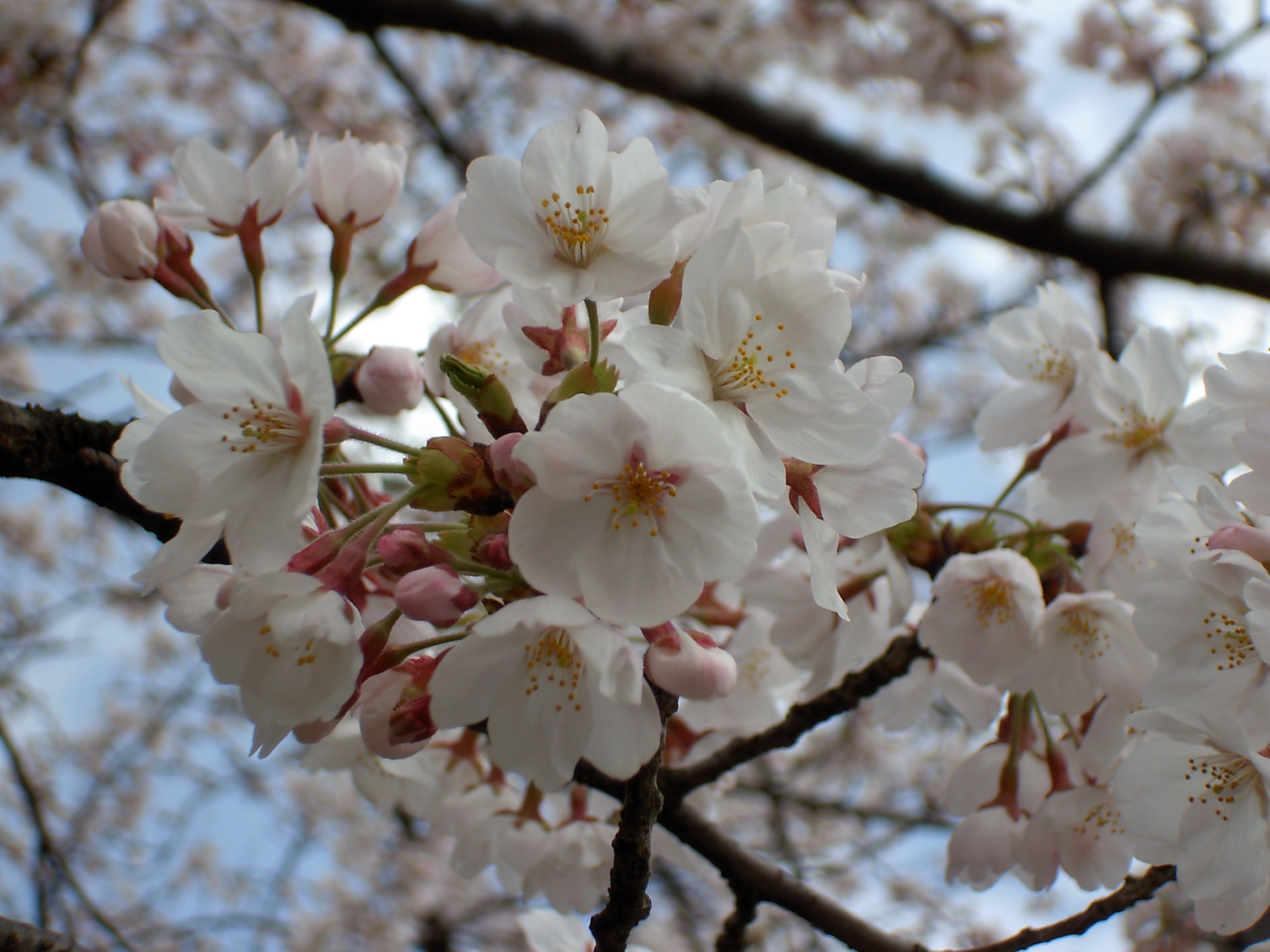
Fiori

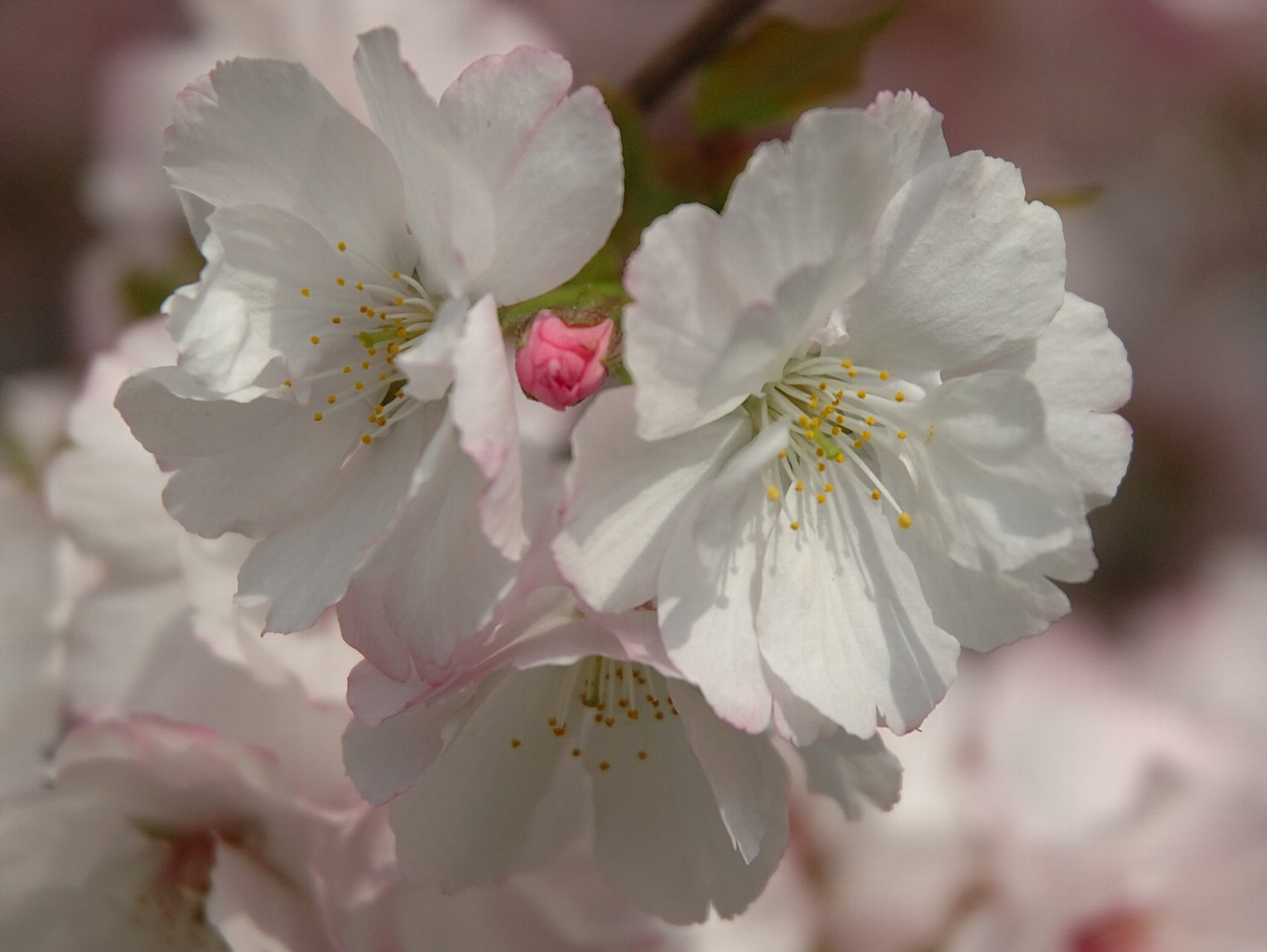
Fiori

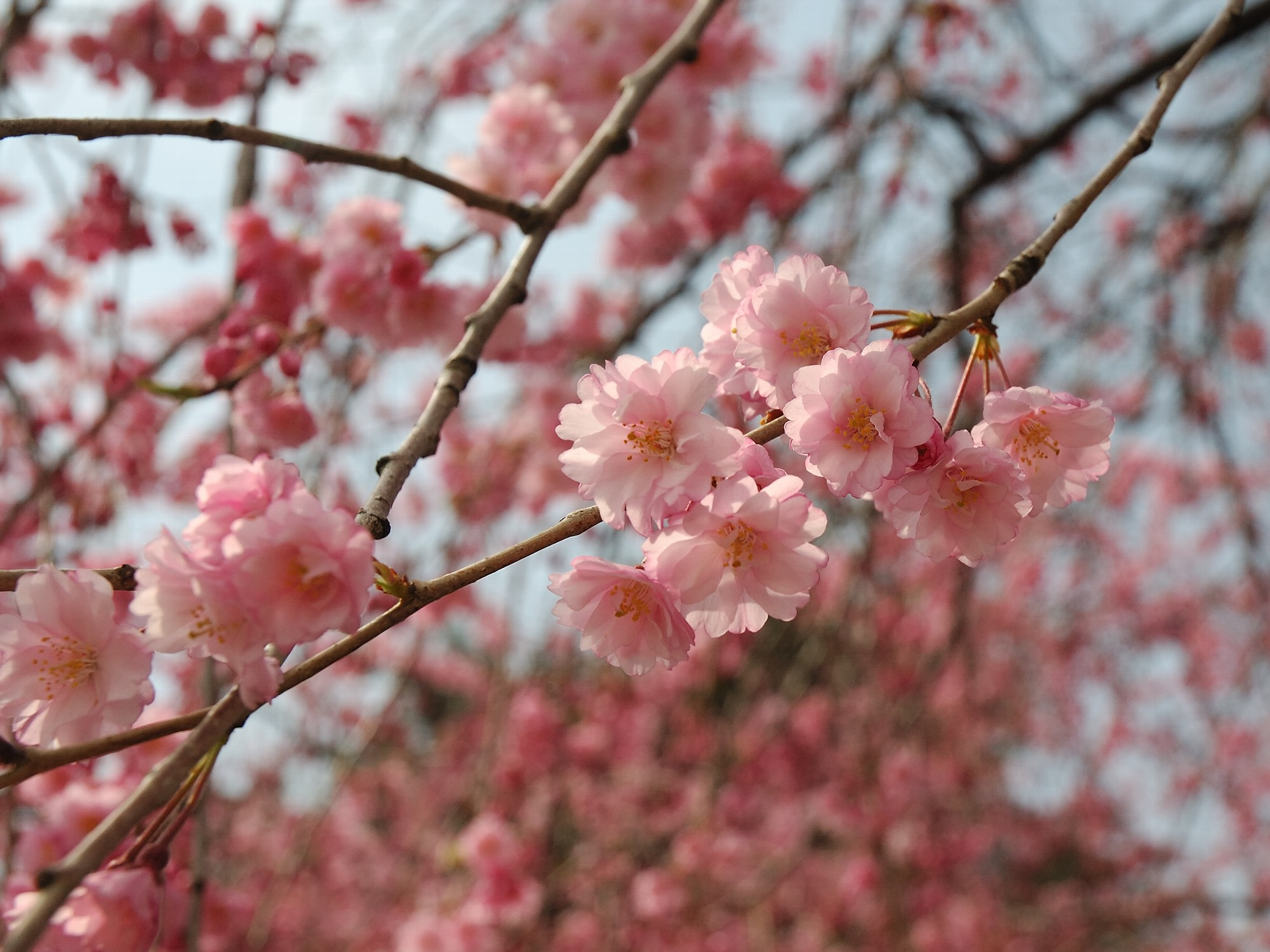
Fiori

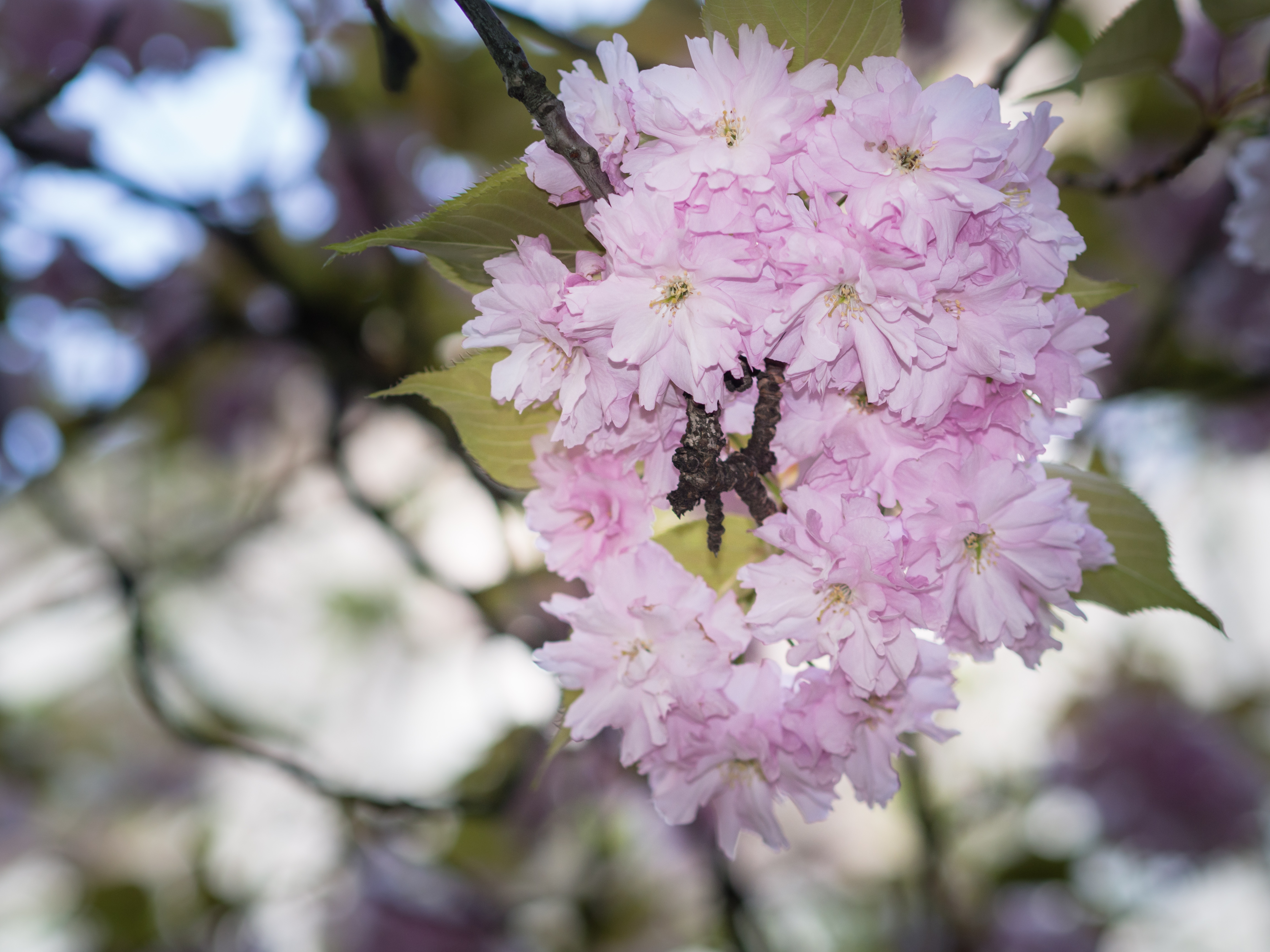
Fiori

Il sakura è il simbolo del Giappone. La delicatezza e la breve durata del suo fiore rappresentano per i giapponesi la fragilità, ma anche la rinascita e la bellezza dell'esistenza. Oltre ad essere da sempre un segno premonitore di un buon raccolto del riso, è di buon auspicio per il futuro degli studenti, che nel mese della fioritura dei sakura iniziano l'anno scolastico, o per i neodiplomati o neolaureati, che nello stesso mese entrano nel mondo del lavoro.
Il sakura simboleggia anche le qualità del samurai: purezza, lealtà, onestà, coraggio. Come la fragilità e la bellezza effimera di questo fiore, che nel pieno del suo splendore muore, lasciando il ramo, così il samurai, nel nome dei principi in cui crede, è pronto a lasciare la propria vita in battaglia. Si tratta dell'immagine di una morte ideale, pura, distaccata dalla caducità della vita e dai beni terreni. 
Nell'effimera ma intensa passione della fioritura, l'albero di ciliegio viene tradizionalmente considerato simbolo della fedeltà del popolo nipponico al suo imperatore.

## Varietà e cultura

### Varietà

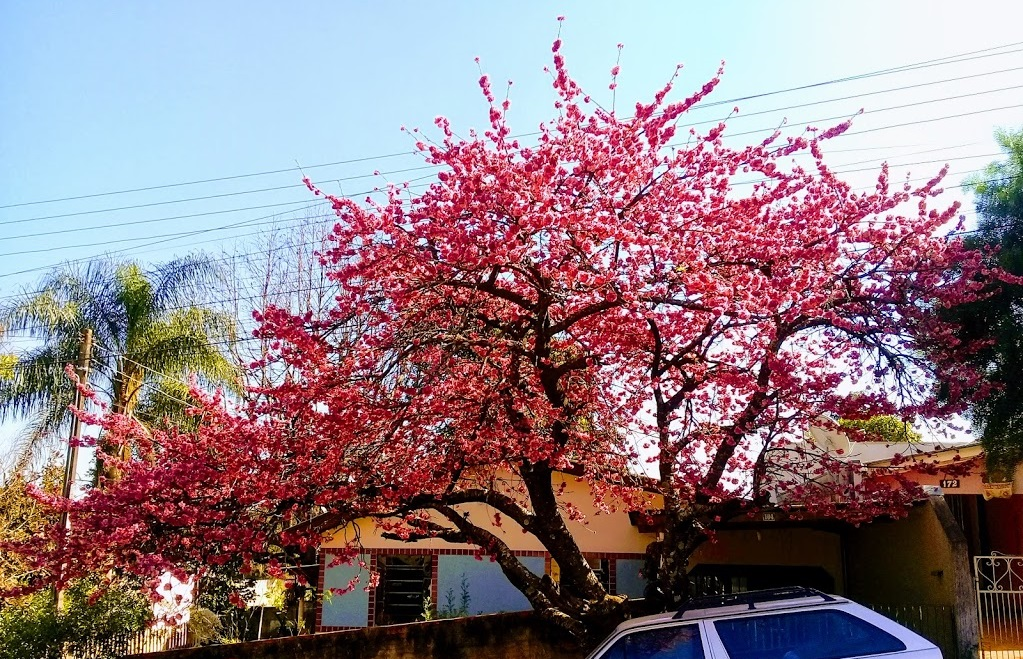
Ciliegia a Ponta Grossa, nel sud del Brasile

- Prunus serrulata var. albida (Makino) Makino
- Prunus serrulata var. antiqua (Miyoshi) Makino
- Prunus serrulata var. compta (Koidz.) Nakai
- Prunus serrulata var. densiflora (Koehne) Uyeki
- Prunus serrulata var. glabra (Makino) Nakai
- Prunus serrulata var. hortensis Makino
- Prunus serrulata var. hupehensis (Ingram) Ingram
- Prunus serrulata var. intermedia Nakai
- Prunus serrulata var. lannesiana (Carrière) Makino
- Prunus serrulata var. leveilleana (Koehne) Nakai ex T. Mori
- Prunus serrulata var. pendula Bean
- Prunus serrulata var. plenapendula Miyoshi
- Prunus serrulata var. praecox (Makino) Makino
- Prunus serrulata var. quelpaertensis (Nakai) Uyeki
- Prunus serrulata var. sachalinensis (F. Schmidt) E. H. Wilson (syn. Prunus sargentii Rehder)
- Prunus serrulata var. semiplena Nakai ex T.Mori
- Prunus serrulata var. serrulata
- Prunus serrulata var. sieboldii (Verl.) Makino
- Prunus serrulata var. sontagiae (Koehne) Nakai
- Prunus serrulata var. spontanea (Maxim.) Makino (syn. Prunus jamasakura Siebold ex Koidz.)
- Prunus serrulata var. tokugawana Makino
- Prunus serrulata var. ungeri Sprenger
- Prunus serrulata var. verecunda (Koidz.) Nakai (syn. Prunus verecunda (Koidz.) Koehne)

### Nomi giapponesi
- 'Amanogawa': portamento colonnare, fiori bianchi o rosa molto pallido.
- 'Hokusai'
- 'Ichiyo'
- 'Kanzan'
- 'Kiku-Shidare-Sakura'
- 'Shimidsu-Sakura'
- 'Shirofugen'
- 'Shirotae'
- 'Tai Haku'
- 'Ukon'